# Mark Whitehead

Zawodnik Northwestern Wildcats

Mark Whitehead – amerykański zapaśnik w stylu wolnym. Brąz na mistrzostwach panamerykańskich w 1992 i na mistrzostwach świata kadetów w 1987 roku.
Zawodnik Warsaw High School i Northwestern University. All-American w NCAA Division I w 1989 roku, gdzie zajął drugie miejsce.